# Волков, Данил Владимирович
Данил Владимирович Волков (род. 18 декабря 1975, Красноярск) — российский политик, депутат Государственной Думы Федерального Собрания Российской Федерации 6-го созывов.

## Биография
Родился 18 декабря 1975 в Красноярске. До избрания в госдуму занимал пост первого заместителя гендиректора государственного бюджетного учреждения города Москвы «Городская реклама и информация», курировал работу управления экономической безопасности и управления мониторинга объектов наружной рекламы и информации.
Вице-президент Межрегионального союза профессиональных строителей. Входит в координационный совет московского отделения ОНФ. С 2010 член ЕР.

### Депутат госдумы
4 декабря избран в государственную думу 6-го созыва.

## Награды
- Благодарность Правительства Российской Федерации (30 января 2016 года) — за заслуги в законотворческой деятельности и многолетний добросовестный труд[2]